# 4314 Дерван
4314 Дерван (4314 Dervan, 1979 ML3, 1978 EF8) — астероїд головного поясу, відкритий 25 червня 1979 року.
Тіссеранів параметр щодо Юпітера — 3.409.